# Římskokatolická farnost Církvice
Římskokatolická farnost Církvice (lat. Czirkovicium) je církevní správní jednotka sdružující římské katolíky na území městského obvodu Církvice a v jeho okolí. Organizačně spadá do ústeckého vikariátu, který je jedním z 10 vikariátů litoměřické diecéze.

## Historie farnosti
První písemná zmínka o farní lokalitě Církvice pochází z roku 1357. Matriky jsou vedeny od roku 1700. Před kanonickým zřízením vlastní farnosti byla církvická farnost expoziturou fary v Lovosicích. Kanonicky byla církvická farnost zřízena v roce 1850.

### Duchovní správci
Začátek působnosti jmenovaného v duchovní správě farnosti od:
- 1795 cap. exp. Franc. Krolopp
- 1800 jeden z kaplanů
- 1803 cap. exp. Franc. Krolopp
- 1803 cap. exp. Franc. Schinke
- 1814 cap. exp. Ignat. Neczas, n. 29. 3. 1788 Saubernitz, o. 28. 9. 1811
- 1822 cap. exp. Wenc. Barth, n. 28. 9. 1795 Droužkovice, o. 23. 8. 1819
- 1826 cap. exp. vacat
- 1826 cap. exp. Jos. Boehm, n. 6. 5. 1792 Pavlovice, o. 15. 8. 1816
- 1837 cap. exp. Franc. Kretzer, n. 24. 10. 1801 Peterswald, o. 2. 9. 1829
- 1843 cap. exp. Wenc. Weiss, n. 19. 5. 1811 Postelberg, o. 4. 8. 1834, † 11. 12. 1889
- 1847 cap. exp. Maurit. Mayer, n. 2. 7. 1819 Gablons., o. 29. 7. 1842
- 1851 proto. par. (prvofarář) Maurit. Mayer, n. 2. 7. 1819 Gablons., o. 29. 7. 1842, † 13. 7. 1857
- 1858 Anton. Tichy, n. 9. 1. 1814 Cžernowic, o. 1. 8. 1839
- 1871 par. vacat, admin. int. Jos. Behensky
- 1872 Jos. Kneissel, n. 17. 1. 1821 M. Radschitz, o. 25. 7. 1845, † 11. 1. 1893
- 1877 par. vacat, admin. intercalaris Anton. Urban
- 1878 Anton. Allscher, n. 9. 11. 1818 Seifersdorf, o. 25. 7. 1843, † 19. 6. 1880
- 1881 Franc. Fiedler, n. 25. 1. 1827 Čermna, o. 25. 7. 1852, † 12. 8. 1907
- 1908 Jos. Brunclík, n. 4. 9. 1868 Březka, o. 2. 7. 1893, † 7. 6. 1948
- 1912 Step. Protze, n. 16. 4. 1864 Hainspach, o. 25. 3. 1888, † 1. 9. 1943
- 1938 par. vacat adm. intercal. Adolf Perner, n. 3. 7. 1901, o. 6. 7. 1930
- 1. 4. 1938 Adolf Perner, n. 3. 7. 1901 Strahl, o. 6. 7. 1930
- 1. 8. 1946 Josef Hille
- 1. 4. 1947 Jaroslav Kouřil
- 18. 9. 1947 František Vavřinec Rabas OFM Cap.
- 1. 1. 1949 Hermann Schmid
- 1. 11. 1954 Jan Černín
- 25. 2. 1959 František Kubát
- 5. 3. 1959 Václav Černý
- 15. 8. 1959 František Kubát
- 1. 11. 1990 Antonín Sporer
- 1. 7. 1999 Pavel Jančík, admin. exc. z Ústí nad Labem-Střekov
- 1.6.2008 Josef Mazura, admin. exc. z Ústí nad Labem-Střekov[3]

Kromě kněží stojících v čele farnosti, působili ve farnosti v průběhu její historie i jiní kněží. Většinou pracovali jako farní vikáři, kaplani, katecheté, výpomocní duchovní aj.

## Území farnosti
Do farnosti náleží území těchto obcí:
- Církvice (Zirkowitz[p 2])
- Brná (Birnai[p 2])
- Horní Zálezly (Salesel[p 2])
- Kolibov (Kolleben[p 2])
- Sebuzín (Sebusein[p 2])
- Tlučeň (Tlutzen[p 2])

## Římskokatolické sakrální stavby a místa kultu na území farnosti
| | Fotografie | Stavba                         | Místo    | Bohoslužby                      | Zeměpisné souřadnice            | Status       | Číslo kulturní památky                       |
| Kostel | Kostel     | Kostel                         | Kostel   | Kostel                          | Kostel                          | Kostel       | Kostel                                       |
| --- | ---------- | ------------------------------ | -------- | ------------------------------- | ------------------------------- | ------------ | -------------------------------------------- |
| 1. |            | Kostel Nanebevzetí Panny Marie | Církvice | bližší informace o bohoslužbách | 50°35′27″ s. š., 14°2′8″ v. d.  | farní kostel | 12265/5-5506 (Pk•MIS•Sez•Obr•WD) (Q24045066) |
| Kaple |            |                                |          |                                 |                                 |              |                                              |
| 2. |            | Kaple Povýšení sv. Kříže       | Brná     | bližší informace o bohoslužbách | 50°37′ s. š., 14°4′43″ v. d.    | kaple        | —                                            |
| 3. |            | Kaple sv. Anny Samotřetí       | Brná     | bližší informace o bohoslužbách | 50°37′12″ s. š., 14°4′44″ v. d. | kaple        | 43316/5-160 (Pk•MIS•Sez•Obr•WD) (Q13033919)  |
| 4. |            | Kaple sv. Vincence Ferrerského | Sebuzín  | bližší informace o bohoslužbách | 50°35′39″ s. š., 14°3′51″ v. d. | kaple        | —                                            |
| Některé drobné sakrální stavby a pamětihodnosti lze dohledat zde v databázi Drobné sakrální památky Zaniklé sakrální stavby lze dohledat zde v databázi Poškozené a zničené kostely, kaple a synagogy v České republice |            |                                |          |                                 |                                 |              |                                              |

Ve farnosti se mohou nacházet i další drobné sakrální stavby, místa římskokatolického kultu a pamětihodnosti, které neobsahuje tato tabulka.

## Příslušnost k farnímu obvodu
Z důvodu efektivity duchovní správy byl vytvořen farní obvod (kolatura) farnosti Ústí nad Labem-Střekov, jehož součástí je i farnost Církvice, která je tak spravována excurrendo.

## Galerie

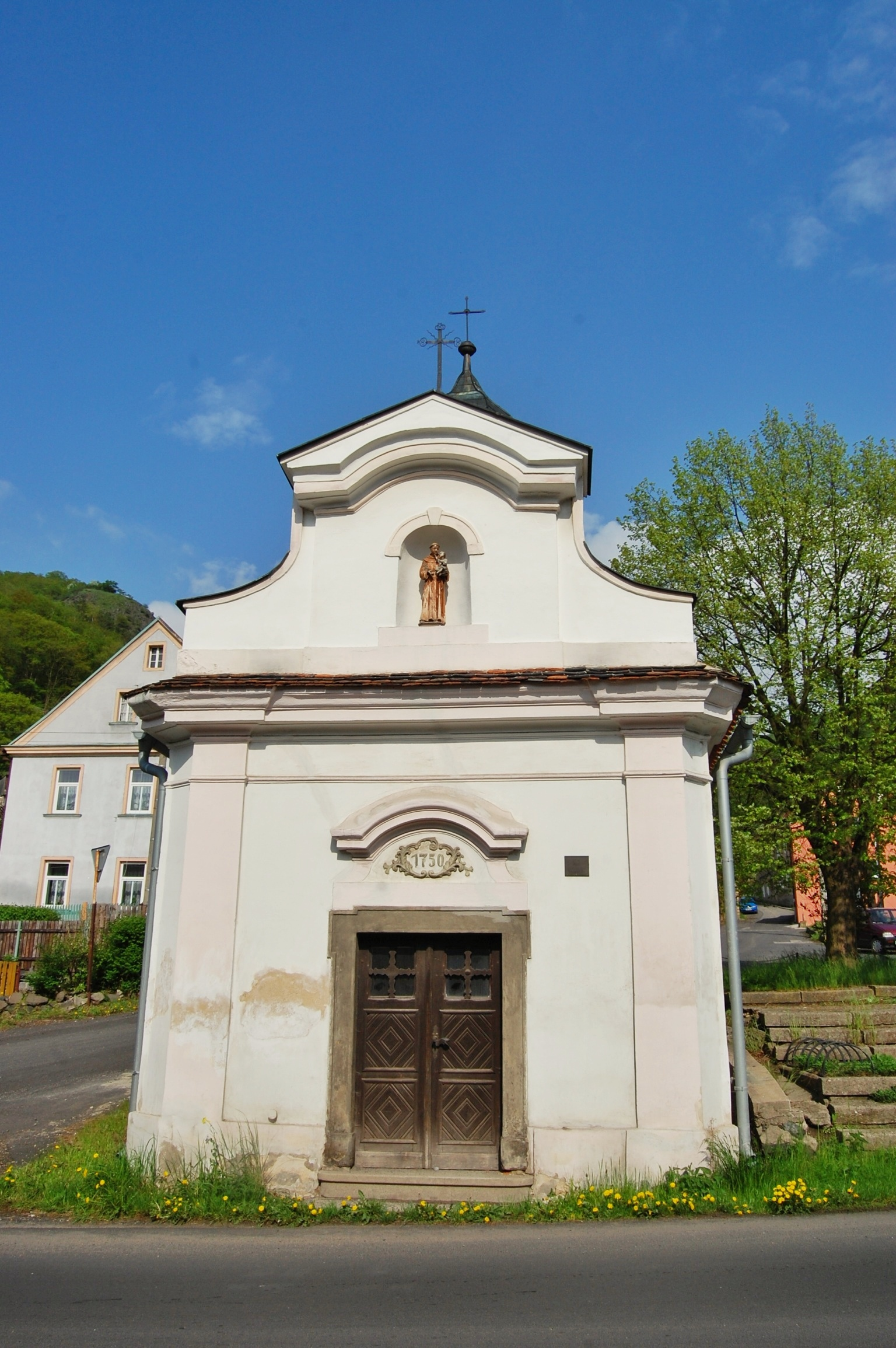
Kaple sv. Anny v Brné
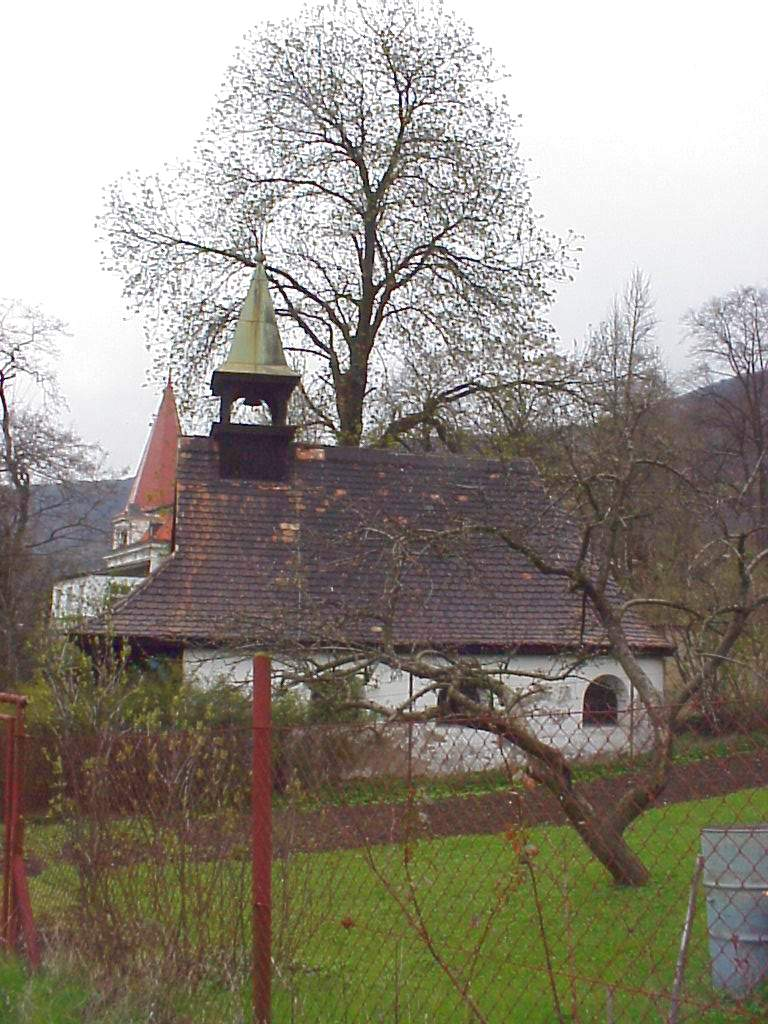
Kaple Povýšení sv. Kříže v Brné